# Wickham Market
Wickham Market est un village anglais situé dans le comté du Suffolk sur les bords de la Deben. En 2001, sa population était de 2 204 hab.

## Traduction
- (en) Cet article est partiellement ou en totalité issu de l’article de Wikipédia en anglais intitulé « Wickham Market » (voir la liste des auteurs).